# Bellis sylvestris
Bellis sylvestris là một loài thực vật có hoa trong họ Cúc. Loài này được Cirillo mô tả khoa học đầu tiên năm 1792.